# パリメトロ1号線
1号線（1ごうせん、フランス語: Ligne 1）は、パリ交通公団（RATP）の運営するフランスの首都パリを含むイル＝ド＝フランス地域圏のメトロ（地下鉄）路線の一つ。パリ近郊西部ピュトーのラ・デファンス駅と、パリ市内東部のシャトー・ド・ヴァンセンヌ駅までを東西に結ぶ。1900年に開業。

## 概要
もともとはパリ万博の会場を結ぶ路線として1900年に開通。パリ初の地下鉄路線であり、市の東西を結ぶ主要な交通路となっている。全長16.6キロメートル。2010年には乗客が2億700万人を超え、2018年には1日あたり最大75万人が利用するなど、パリ・メトロのうち最も利用者が多い路線である。

1号線の路線図

## 歴史
- 1900年7月19日 - 万博の会場を結ぶ路線としてポルト・マイヨ駅とポルト・ド・ヴァンセンヌ駅間開通。当初は8駅が設けられるが、9月1日までに10駅が増設される。
- 1934年5月 - ポルト・ド・ヴァンセンヌ駅からシャトー・ド・ヴァンセンヌ駅まで延伸。
- 1937年 - ポルト・マイヨ駅からポン・ド・ヌイイ駅（フランス語版）まで延伸。
- 1992年4月 - ポン・ド・ヌイイ駅からラ・デファンス＝グランダルシュ駅まで伸長。パリ市内から当駅までほぼ併走するRER A線にも駅があるが、RERの駅はゾーン3に該当する為Ticket Tやカルネ（回数券）は使えない。しかし、メトロは例外なく全線均一料金であるため、パリ市内からラ・デファンス駅まではメトロの方が安いという現象が生じる。
- 2013年2月16日：新型車両MP 05（フランス語版）の納入により、全自動運転モードで運行開始[1]。
- 2019年9月17日 - 自動運転（後述）の電車が暴走。停車するはずのコンコルド駅、シャンゼリゼ駅、フランクリン・ルーズベルト駅を通過して走行する事故が発生[2]。
- 2019年12月5日 - フランス全土でゼネラルストライキが行われたが、14号線とともに自動運転のメリットを生かして運行が続けられた[3]。

## 駅名の変遷
1号線における駅名変更は以下の通りである。
- オブリガード駅 (Obligado) からアルジャンティーヌ駅 へ
- エトワール駅 (Étoile) からシャルル・ド・ゴール＝エトワール駅へ
- アルマ駅 (Alma) からジョルジュ・サンク駅へ
- マルブフ駅 (Marbeuf) からロン＝ポワン・デ・シャンゼリゼ駅 (Rond-Point des Champs-Élysées) 、そしてフランクラン・D・ルーズヴェルト駅へ
- シャンゼリゼ駅 (Champs - Élysées) からシャンゼリゼ＝クレマンソー駅へ
- パレ・ロワイヤル駅 (Palais Royal) からパレ・ロワイヤル＝ミュゼ・デュ・ルーヴル駅へ
- ルーヴル駅 (Louvre) からルーヴル＝リヴォリ駅へ
- サン＝マンデ＝トゥレル駅 (Saint - Mandé - Tourelle) からサン＝マンデ駅へ

## 車両
この路線の、そしてパリ最初のメトロの最初の編成であるM1型は、台枠は鋼製だが車体は木造であった。1903年のパリメトロ火災の教訓として急速に車体がより強固な素材へと置き換えられる。地下鉄網で同時に、1913年から1921年にかけて車両は Sprague-Thomson製に置換される。1963年、4両の動力車を持つ6両編成のゴムタイヤ走行のMP59型車両が導入される。

## 駅一覧
| 駅名                                       | 駅名                                       | 駅間キロ | 累計キロ | 接続路線                                                                              | 地上／地下 | 所在地                     | 所在地                     |
| ------------------------------------------ | ------------------------------------------ | -------- | -------- | ------------------------------------------------------------------------------------- | ---------- | -------------------------- | -------------------------- |
| ラ・デファンス駅                           | La Défense (Grande Arche)                  | -        | 0.0      | トラム： 2号線 RER： A線・ E線 トランシリアン： L線・ U線                             | 地下区間   | ピュトー                   | ピュトー                   |
| エスプラナード・ド・ラ・デファンス駅       | Esplanade de la Défense                    | 0.9      | 0.9      |                                                                                       | 地下区間   | クールブヴォワ、ピュトー   | クールブヴォワ、ピュトー   |
| ポン・ド・ヌイイ駅                         | Pont de Neuilly                            | 0.8      | 1.7      |                                                                                       | 地下区間   | ヌイイ＝シュル＝セーヌ     | ヌイイ＝シュル＝セーヌ     |
| レ・サブロン駅                             | Les Sablons (Jardin d'Acclimatation)       | 1.0      | 2.7      |                                                                                       | 地下区間   | ヌイイ＝シュル＝セーヌ     | ヌイイ＝シュル＝セーヌ     |
| ポルト・マイヨ駅                           | Porte Maillot (Palais des Congrès)         | 1.0      | 3.7      | トラム： 3b線 RER： C線・ E線（ヌイイ＝ポルト・マイヨ駅）                             | 地下区間   | パリ                       | 16区、17区                 |
| アルジャンティーヌ駅                       | Argentine                                  | 0.5      | 4.2      |                                                                                       | 地下区間   | パリ                       | 16区、17区                 |
| シャルル・ド・ゴール＝エトワール駅         | Charles de Gaulle - Étoile                 | 0.5      | 4.7      | メトロ： 2号線・ 6号線 RER： A線                                                      | 地下区間   | パリ                       | 8区、16区、17区            |
| ジョルジュ・サンク駅                       | George V                                   | 0.5      | 5.2      |                                                                                       | 地下区間   | パリ                       | 8区                        |
| フランクラン・D・ルーズヴェルト駅          | Franklin D. Roosevelt                      | 0.7      | 5.9      | メトロ： 9号線                                                                        | 地下区間   | パリ                       | 8区                        |
| シャンゼリゼ＝クレマンソー駅               | Champs-Élysées - Clemenceau (Grand Palais) | 0.3      | 6.2      | メトロ： 13号線                                                                       | 地下区間   | パリ                       | 8区                        |
| コンコルド駅                               | Concorde                                   | 0.6      | 6.8      | メトロ： 8号線・ 12号線                                                               | 地下区間   | パリ                       | 1区、8区                   |
| テュイルリー駅                             | Tuileries                                  | 0.7      | 7.5      |                                                                                       | 地下区間   | パリ                       | 1区                        |
| パレ・ロワイヤル＝ミュゼ・デュ・ルーヴル駅 | Palais-Royal - Musée du Louvre             | 0.5      | 8.0      | メトロ： 7号線                                                                        | 地下区間   | パリ                       | 1区                        |
| ルーヴル＝リヴォリ駅                       | Louvre - Rivoli                            | 0.3      | 8.3      |                                                                                       | 地下区間   | パリ                       | 1区                        |
| シャトレ駅                                 | Châtelet                                   | 0.5      | 8.8      | メトロ： 4号線・ 7号線・ 11号線・ 14号線 RER： A線・ B線・ D線（シャトレ-レ・アル駅） | 地下区間   | パリ                       | 1区、4区                   |
| オテル・ド・ヴィル駅                       | Hôtel de Ville                             | 0.3      | 9.1      | メトロ： 11号線                                                                       | 地下区間   | パリ                       | 4区                        |
| サン＝ポール駅                             | Saint-Paul (Le Marais)                     | 0.7      | 9.8      |                                                                                       | 地下区間   | パリ                       | 4区                        |
| バスティーユ駅                             | Bastille                                   | 0.7      | 10.5     | メトロ： 5号線・ 8号線                                                                | 地上       | パリ                       | 4区、11区、12区            |
| リヨン駅（ガール・ド・リヨン）             | Gare de Lyon                               | 0.8      | 11.3     | メトロ： 14号線 RER： A線・ D線 トランシリアン： R線 フランス国鉄：TERブルゴーニュ    | 地下区間   | パリ                       | 12区                       |
| ルイイ＝ディドロ駅                         | Reuilly - Diderot                          | 1.1      | 12.4     | メトロ： 8号線                                                                        | 地下区間   | パリ                       | 12区                       |
| ナシオン駅                                 | Nation                                     | 0.7      | 13.1     | メトロ： 2号線・ 6号線・ 9号線 RER： A線                                              | 地下区間   | パリ                       | 11区、12区                 |
| ポルト・ド・ヴァンセンヌ駅                 | Porte de Vincennes                         | 1.1      | 14.2     | トラム： 3a線・ 3b線                                                                  | 地下区間   | パリ                       | 12区、20区                 |
| サン＝マンデ駅                             | Saint-Mandé                                | 0.6      | 14.8     |                                                                                       | 地下区間   | サン＝マンデ               | サン＝マンデ               |
| ベロー駅                                   | Bérault                                    | 0.7      | 15.5     |                                                                                       | 地下区間   | サン＝マンデ、ヴァンセンヌ | サン＝マンデ、ヴァンセンヌ |
| シャトー・ド・ヴァンセンヌ駅               | Château de Vincennes                       | 0.7      | 16.2     |                                                                                       | 地下区間   | ヴァンセンヌ               | ヴァンセンヌ               |
| シャトー・ド・ヴァンセンヌ駅               | Château de Vincennes                       | 0.7      | 16.2     | パリ                                                                                  | 地下区間   | 12区                       |                            |

- 全線各駅停車、快速運転はない。

## 計画

### 技術的改良
- 2008年 - 14号線ですでに実施されている自動運転の導入。特にホームドアの設置など。13号線では2006年2月から8月にかけて、一部の駅でドアの試行がなされた（13号線で、サン＝ラザール駅などいくつかの駅でホームドアが残っている）。
- 2010年末 - 運転自動化の完了。世界初の、出発から到着までのすべての自動化が目的である。現行のMP89車両は、MP05（もしくはMP89NG）に全て置き換えられる。 
  - MP05車両では一部駅で日本語での自動放送が導入された。これはヨーロッパの地下鉄列車として初の導入である。カーブ上にある駅や島式ホームの駅での「足下にご注意ください」など。

### 延伸構想
- 東方 - 具体的には、既に存在しているシャトー・ド・ヴァンセンヌ駅からフォントゥネ＝スー＝ボワRATP車両工場 (Atelier de maintenance RATP de Fontenay-sous-Bois) 区間の旅客供用。これにより現在バス118号線しか通っていないレ・リゴロー (Les Rigollots) 地区に地下鉄駅が開通することになる。
- 西方 - 道路 A14 号線に沿う形でパリ第10大学までの延伸が提唱されている（ただし、パリ第10大学までへはRER A線によって既に結ばれている）。また、リュイユ＝マルメゾン (Rueil-Malmaison) にある道路 N13 と D39 号線の交差点地点へ、N13 号線に沿って延伸する構想、ラ・デファンス駅を終着駅としたまま、ナンテール＝プレフェクチュール (Nanterre - Préfecture) を経由させる構想などがある。